# بدره (عراق)
بدره (به عربی: بدرة) شهری در جنوب شرقی عراق و مرکز شهرستان بدره واقع در استان واسط این کشور است. این شهر در نزدیکی مرز ایران و عراق، و در همسایگی شهر مهران در استان ایلام قرار دارد.

## پیشینهٔ تاریخی
بدره از نام شهر تاریخی ایرانی «بادَریا» گرفته شده است که احتمالاً برگرفته از نام «قبیله بَیتَ درایا» باشد.

## مردم
مردم این شهر از دو قوم عرب و کرد می‌باشند. مردم این شهر همگی تقریباً شیعه دوازده امامی و آمیزه ای از اقوام کرد و عرب بوده و تاکنون تغییری در بافت جمعیتی آنان صورت نگرفته است.

## تاریخ
قبلاً اکثریت اعراب و اقلیت ترکمن ساکن آن بودند که در نزدیکی جسان و زرباطیه زندگی می‌کردند.معاهده زهاب بین ایران صفوی و امپراتوری عثمانی در سال ۱۶۳۹ سه شهرک را به عنوان بخشی از امپراتوری عثمانی شناسایی می‌کند که عبارتند از: جسان، بدره و زرباطیه. این ترتیب، زرباطیه را در سمت عثمانی قرار داد و اظهارات ضعیف بنی لام به بیات و دهلران را که باعث جدایی قبایل عرب ساکن در آنجا شد، رد کرد. کردهای فیلی به قلمروی ایران صفوی مهاجرت کردند. به دلیل حاکمیت والیان فیلی بر لرستان پیشکوه و پشتکوه به ایلات و عشایر آن منطقه فیلی می گفتند که به سه دسته لر و لک و کرد تقسیم میشدند. در قرن نوزدهم خورشید پاشا توضیح داد که حضور شدید کردهای فیلی نسبتاً اخیر بود زیرا قبل از حکومت داوود مملوک پاشا، والیان بغداد به ساکنان اصلی عرب ظلم کرده بودند و آنها را مجبور به فروش زمین به کردهای فیلی کردند. اکثر زرباطیه و برده سنی شافعی بودند و مسلمانان شیعه اقلیت داشتند. زبان آنها منحصر به فرد است ترکی آمیخته با عربی، کردی و فارسی ذکر شده‌است. در سال ۱۸۴۷، عثمانی‌ها بدره را به‌عنوان بخشی از معاهده‌ای با ایران به دست آوردند، که جمعیت عرب و ترکمان را تا اوایل قرن بیست و یکم دوباره به کار گرفت.

## آثار تاریخی
- سلیمان‌تپه